# Verbena guaranitica
Verbena guaranitica — вид трав'янистих рослин родини Вербенові (Verbenaceae), поширений у пд. Бразилії, пд. Болівії, пн.-сх. Аргентині, сх. Парагваї.

## Опис
Розпростерта трава з деревною основою 50–120 см заввишки, стебла прямостійні, іноді запушені жорсткими волосками, іноді залозистими. Листки на ніжках 5–15 мм, листова пластина 30–100 × 9–27 мм, цілісна, трикутна або яйцеподібна, вершина гостра, поля зубчасті, верхня поверхня притиснуто волосиста, нижня поверхня жорстко волосиста, головним чином, над жилками. 
Суцвіття щільні багатоквіткові колоски, не збільшені в плодоношенні. Квіткові приквітки 1.5–3 мм, яйцеподібні, верхівки гострі, жорстко волосисті або притиснуто волосисті. Чашечка довжиною 8–9 мм, жорстко волосиста, зуби коротко трикутні, 1–1.2 мм. Віночок фіолетовий, 19–25 мм, зовні з залозистими волосками на верхівковій частині, решта гола.

## Поширення
Поширений у пд. Бразилії, пд. Болівії, пн.-сх. Аргентині, сх. Парагваї.
Росте на узліссях до 300 м.